# تشارلز إم. نيومان
تشارلز إم. نيومان (بالإنجليزية: Charles M. Newman) هو رياضياتي أمريكي، ولد في 1 مارس 1946 في شيكاغو في الولايات المتحدة.